# Joachim Ruhuna
Joachim Ruhuna (Nyabikere, 27 ottobre 1933 – Gitega, 9 settembre 1996) è stato un arcivescovo cattolico burundese.

## Biografia
Nato il 27 ottobre 1933 a Nyabikere da padre catechista di etnia tutsi.

### Formazione e ministero sacerdotale
Studiò nel seminario minore di Burasira e continuò a Mugera. Ottenne la laurea in teologia a Kinshasa.
Venne ordinato presbitero il 18 settembre 1962.
Dopo breve esperienza di ispettore scolastico, continuò gli studi a Roma e al rientro nel 1970 venne nominato rettore del seminario di Bujumbura.

### Ministero episcopale
Il 13 aprile 1973 fu nominato primo vescovo di Ruyigi.
Il 28 marzo 1980 fu promosso arcivescovo coadiutore di Gitega; succedette alla medesima sede il 6 novembre 1982.
Dopo il colpo di Stato del 1993 e durante gli anni di violenza in cui caddero anche numerosi membri della sua famiglia, si prodigò per fermare le violenze e proteggere tutte le vittime. Si batté tenacemente ed instancabilmente a favore della pace e della riconciliazione, per il dialogo fraterno tra hutu e tutsi. Il 13 luglio 1996, durante i funerali delle 306 vittime dell'eccidio di Bugendana, condannò chiaramente e senza esitazione gli autori della carneficina.
Il 9 settembre 1996, poco dopo le 16.30, dopo aver lasciato il seminario maggiore di Burasira per tornare a Gitega, venne attaccato da una banda armata. Venne ucciso sul campo con una religiosa, un laico consacrato morì poco tempo dopo e gli altri quattro occupanti l'automobile rimasero indenni. Il corpo venne rapito e ritrovato il 17 settembre in una fossa comune a circa tre chilometri dal luogo dell'imboscata.
I funerali vennero celebrati il 19 settembre dal cardinale Jozef Tomko, prefetto della Congregazione per l'evangelizzazione dei popoli, dal nuovo nunzio apostolico in Burundi, Emil Paul Tscherrig, e da tutti i vescovi burundesi.
Fu sepolto nella cattedrale della sua diocesi.
In sua memoria è stato eretto un monumento a Gitega ed è stata fondata nel 2003 la Fondation Monseigneur Joachim Ruhuna, Bon Pasteur, pour l'enfance déshéritée et l'éducation a la paix.

## Genealogia episcopale
La genealogia episcopale è:
- Cardinale Scipione Rebiba
- Cardinale Giulio Antonio Santori
- Cardinale Girolamo Bernerio, O.P.
- Arcivescovo Galeazzo Sanvitale
- Cardinale Ludovico Ludovisi
- Cardinale Luigi Caetani
- Cardinale Ulderico Carpegna
- Cardinale Paluzzo Paluzzi Altieri degli Albertoni
- Papa Benedetto XIII
- Papa Benedetto XIV
- Papa Clemente XIII
- Cardinale Marcantonio Colonna
- Cardinale Giacinto Sigismondo Gerdil, B.
- Cardinale Giulio Maria della Somaglia
- Cardinale Carlo Odescalchi, S.I.
- Vescovo Eugène de Mazenod, O.M.I.
- Cardinale Joseph Hippolyte Guibert, O.M.I.
- Cardinale François-Marie-Benjamin Richard de la Vergne
- Cardinale Pietro Gasparri
- Cardinale Clemente Micara
- Cardinale Jozef-Ernest Van Roey
- Vescovo André Marie Charue
- Vescovo Joseph Martin, M.Afr.
- Arcivescovo André Makarakiza, M.Afr.
- Arcivescovo Joachim Ruhuna